# Wizard101
Wizard101 è un gioco di ruolo online massively multiplayer creato da KingsIsle Entertainment. I giocatori assumono il ruolo di studenti di stregoneria e magia per salvare la Spirale, l'universo immaginario in cui il gioco è ambientato, e combattere i nemici lanciando incantesimi usando un sistema di combattimento a turni simile a giochi di carte collezionabili.
L'universo immaginario della Spirale è diviso in diversi mondi, ognuno dei quali ha più aree. I giocatori possono sbloccarli temporaneamente con "membership" o sbloccare ogni area in modo permanente con la valuta premium del gioco "Crowns". Un mago che inizia per primo il gioco deve scegliere una scuola: Fuoco, Ghiaccio, Tempesta, Mitologia, Vita, Morte o Armonia, ognuna completa con il proprio set di incantesimi e stili di gioco unici per accompagnarli.
Il gioco è basato su "duelli": due squadre composte da uno a quattro giocatori o nemici del computer che a turno svolgono incantesimi. Gli incantesimi possono ridurre la salute dei nemici, aumentare la salute degli amici, aggiungere scudi che riducono i danni subiti o lanciati, aggiungere lame, trappole e potenziatori che aumentano e diminuiscono i danni. Quando un giocatore riduce a zero la salute dei nemici di un computer, viene sconfitto, mentre i giocatori con una salute pari a zero possono essere guariti da altri nella loro squadra. Quando ogni giocatore o computer di una squadra ha zero salute, l'altra squadra vince. Mentre il giocatore progredisce, altri mondi diventano disponibili. Quando i maghi salgono di livello ottengono nuovi titoli di badge e aumenti automatici delle loro statistiche di base: salute, mana ed energia. La maggior parte delle apparecchiature ha anche restrizioni di livello. Hobbies come addestrare animali domestici, pesca e giardinaggio richiedono energia; mentre l'artigianato non richiede questo, ma varie risorse chiamate "reagenti". I Duelli possono essere giocati contro altri giocatori nell'arena PvP. Il livello massimo è 170 sia nella versione americana che europea.
Il gioco ha una valutazione di E10 + dalla Entertainment Software Rating Board per umorismo rozzo e leggera violenza fantasy.
Secondo un comunicato stampa pubblicato nel maggio 2008, lo sviluppo di Wizard101 è iniziato nel 2005, dopo la fondazione di KingsIsle Entertainment sotto la direzione creativa di J. Todd Coleman. Il gioco è entrato in open beta il 6 agosto 2008 ed è stato lanciato con successo il 2 settembre 2008. Il 25 agosto 2010 è stato annunciato che Wizard101 sarebbe stato rilasciato in territori stranieri nel corso dell'anno.
Wizard101 ha lanciato una versione beta europea il 15 dicembre 2010 e poi ha rilasciato il gioco il 15 febbraio 2011, in collaborazione con Gameforge.  Questo alla fine incluse le versioni del gioco in inglese, francese, italiano, spagnolo, tedesco, polacco e greco. Il 17 agosto 2011 è stato annunciato che KingsIsle e Taomee Holdings Limited avevano un accordo per il lancio di Wizard101 in Cina, Taiwan, Hong Kong e Macao. Wizard101 Taiwan ha ufficialmente lanciato il 27 aprile 2012, con gli altri a seguire.
La versione cinese di Wizard101 ha apportato modifiche al gioco per conformarsi alle leggi o fare appello alla cultura del gioco nel paese. Ogni riferimento a scheletri o morte doveva essere censurato o rimosso. Le richieste richiedevano la sconfitta di più mostri o la raccolta di più oggetti. Il gioco suggerirebbe ai giocatori di fare delle pause se si gioca per lunghi periodi di tempo e dopo due ore, o il giocatore entrerà in uno stato "affaticato", dove i premi e le statistiche saranno dimezzati e dopo cinque ore, lo stato "malsano" sarebbe tagliare tutti i premi dati completamente.
A luglio 2013, tali server hanno interrotto l'aggiornamento. Nell'aprile 2015, Wizard101 Taiwan ha annunciato che avrebbe chiuso il 25 maggio 2015, ma la data è stata riprogrammata al 15 ottobre 2015. Wizard101 China ha annunciato la sua data di chiusura a novembre 1, 2015.
Nel 2012 KingsIsle Entertainment ha rilasciato il gioco gemello di Wizard101, Pirate101, che un comunicato stampa descriveva come "confortevole e familiare" a Wizard101, ma con "un design completamente nuovo, impostazioni e meccaniche di gioco".
Il 16 Maggio 2022 I server Europei hanno abbandonato la pubblicazione  della Gameforge per tornare nelle mani della casa produttrice originale .